# Šimun Fanfogna
Conte (grof) Simeone Fanfogna ili Šimun Fanfonja (Zadar, 7. travnja 1663. – Lendinara, 6. ožujka 1707.) visoki je časnik u Vojsci Mletačke Republike i zapovjednik korpusa oltramarina. Potiče iz stare zadarske vojničke obitelji Fanfogna (Fanfonja). Sin zadarskog viteza sv. Marka i časnika Contea Frane, od kojeg svi članovi njegove loze nose titulu grofa (conte).

## Vojna služba

### Morejski rat
U ranoj mladosti stupio u mletačku vojnu službu, te postaje zapovjednik zadarskih černida. U Morejskom ratu služio kao zapovjednik dalmatinskih oltramarina te sudjeluje u kopnenim i pomorskim bitkama u našim krajevima i na Levantu. Sudjeluje u oslobađanju Sinja, obrani Boke, bitkama kod Monemvasije i Valone, te osvajanju Peloponeza, rat završava na dalmatinskom bojištu u oslobađanju Herceg Novog.
Nakon mirovnog ugovora u Srijemskim Karlovcima 1699. vraća se u Dalmaciju te zastupa mletačku stranu u pregovorima oko razgraničenja novoosvojenog teritorija (acquisto nuovo).

### Rat za španjolsku baštinu
Godine 1705. imenovan je višim vojnim zapovjednikom mletačke vojske sargente generale di battaglia ("bojnik vojske" koji bi odgovarao modernom činu brigadnog generala). Tijekom Rata za španjolsku baštinu zapovjeda s vojskom od 8000 profesionalnih (oltramarini i oltramontani) mletačkih vojnika upućenih u Italiju, u područje donjeg dijela rijeke Pad. 

### Smrt
Oboljevši od malarije, umire u Lendinari. Pokopan je u benediktinskoj crkvi sv. Marije u Zadru. Njegov nadgrobni spomenik ubraja se u bolja djela baroknoga kiparstva u Dalmaciji. 
Pedeset godina poslije smrti, Andrija Kačić Miošić u svom djelu Razgovor ugodni naroda slovinskoga posvećuje pjesmu Conteu Fanfonji:
| »                      | Zadru grade, majko vitezova, Fanfognića, slovinskih knezova, kojino su bili mendangije, žestokoga rata od Kandije, Koluneli i mlade vojvode, đenerali od vojske duždeve! To im dužde dade za junaštvo i svijetle kuće veličanstvo, jer viteški jesu vojevali, još i turske glave odsijecali, uzimali careve gradove, razbijali po moru brodove. | « |
| – Andrija Kačić Miošić | |   |